# Fraccionamiento San Jerónimo
Fraccionamiento San Jerónimo är en ort i Mexiko.   Den ligger i kommunen Hidalgo och delstaten Michoacán de Ocampo, i den södra delen av landet, 160 km väster om huvudstaden Mexico City. Fraccionamiento San Jerónimo ligger 2 119 meter över havet och antalet invånare är 454.
Terrängen runt Fraccionamiento San Jerónimo är huvudsakligen kuperad. Fraccionamiento San Jerónimo ligger nere i en dal. Runt Fraccionamiento San Jerónimo är det ganska tätbefolkat, med 90 invånare per kvadratkilometer. Närmaste större samhälle är Ciudad Hidalgo, 11,5 km öster om Fraccionamiento San Jerónimo. I omgivningarna runt Fraccionamiento San Jerónimo växer huvudsakligen savannskog.